# Brittany Howard
Brittany Howard (nascida em 2 de outubro de 1988) é uma cantora estadunidense, mais conhecida por ser vocalista e guitarrista das bandas de rock americanas Alabama Shakes, Thunderbitch e Bermuda Triangle.

## Biografia e carreira
Brittany Howard cresceu na pequena cidade de Athens, Alabama. Filha de mãe branca e pai afro-americano, Brittany recebeu deles inspirações musicais como Elvis Presley e os sons da Motown. "Eu sempre me senti fora do lugar" Howard disse mais tarde à Paste Magazine: "Eu não era uma garota legal, mas eu não era uma nerd qualquer também. Eu tive problemas para encontrar o meu lugar. Mas quando eu descobri a música, eu tinha um lugar para mim mesma."
Howard começou a tocar guitarra em sua juventude, e começou a escrever canções em torno da idade de 13 anos. Em torno deste mesmo tempo, ela se tornou amiga de Zac Cockrell, um colega em East Limestone High School. Os dois compartilhavam o amor pela música e começaram a tocar juntos. Com o tempo, eles adicionaram Steve Johnson na bateria e depois trouxeram Heath Fogg para tocar guitarra. Eles formaram um grupo apelidado pela primeira vez de The Shakes e, mais tarde, conhecido como Alabama Shakes. Howard trabalhou como carteira para o serviço postal durante algum tempo antes de a banda ficar famosa. Em 2011, sua banda, Alabama Shakes, começou a atrair a atenção nacional. Eles lançaram seu primeiro álbum Boys & Girls no ano seguinte. Howard passou grande parte de 2013 em turnê com o grupo.
Logo depois do segundo álbum do Alabama Shakes lançado em 2015 (Sound & Color), a cantora gravou um disco autointitulado com o projeto Thunderbitch. Com dez músicas inéditas, o trabalho é bem diferente do folk do Alabama Shakes, e traz um rock cru e pesado. O Thunderbitch é formado por amigos de Brittany, que fazem parte das bandas Fly Golden e Clear Plastic Masks; ambas de Nashville, Estados Unidos. O álbum de estreia está disponível para venda, tanto em vinil quanto digitalmente; mas a banda não parece ter planos de sair em turnê para divulgá-lo – no site do projeto, na parte de ‘agenda’, há apenas uma frase: “Talvez um dia?” Enquanto isso, nos palcos, Brittany se dedica ao Alabama Shakes: a artista sai em turnê com o grupo no dia 17 de setembro, com várias datas marcadas na América do Norte; e, em novembro, segue com eles para a Europa.
Em 2015, Howard foi nomeada a destinatária de Mulheres da Billboard in Music "Powerhouse" Award.

## Discografia

### Com Alabama Shakes
- Boys & Girls (2012)
- Sound & Color (2015)

### Com Thunderbitch
- Thunderbitch (2015)